# جهان را آزاد کن
«جهان را آزاد کن» (به انگلیسی: Free the Universe) آلبومی از گروه موسیقی پیکو میجر لیزر است که در سال ۲۰۱۳ میلادی منتشر شد.
این آلبوم در چارت‌های در رتبه اول و در چارت‌های استرالیا، فلاندرز، ، جزو ده آلبوم اول قرار گرفت.